# الأحمر والأخضر (رواية)
الأحمر والأخضر (بالإنجليزية: The Red and the Green)‏ هي رواية للكاتبة البريطانية آيريس مردوك، نشرت عام 1965، لأول مرة عن دار نشر تشاتو آند ويندوس.